# Jammaladinni, Muddebihal
Jammaladinni là một làng thuộc tehsil Muddebihal, huyện Bijapur, bang Karnataka, Ấn Độ.